# NGC 6308
NGC 6308 este o galaxie seyfert de tip 2⁠(d) situată în constelația Hercule. A fost descoperită în 6 iunie 1863 de către Albert Marth.